# پائولا گارسیا
پائولا گارسیا (انگلیسی: Paola García; ۲۲ فوریهٔ ۲۰۰۶) کاراته‌کا زن اهل اسپانیا است.
وی در مسابقات بین‌المللی در مجموع برندهٔ ۲ مدال طلا و ۲ مدال برنز شده‌است. 